# Спеціальні війська Польщі
Спеціальні війська Польщі (пол. Wojska Specjalne; WS) — один з п'яти видів Збройних сил Республіки Польща.

## Створення і функціонування
Сили спеціальних операцій Польщі були створені на підставі закону від 24 травня 2007 року про зміни до закону про загальний обов'язкок захисту Польську Республіку і внесення змін до деяких інші законів. Функції керування Силами спеціальних операцій Польщі (ССО) виконує Командування ССО Польщі.
Підготовка солдат ССО відбувається за різних природних і погодних умов на території Польща та світу

## Структура
Від 31 грудня 2013 року.
- Командуванн спеціальних військ[pl] (Краків) і його підлеглі військові частини:
  - Спеціальний загін «AGAT»[pl] (Гливиці)
  - Морський підрозділ спеціальних дій «Formoza» (Гдиня)
  - Група «GROM» (штаб Варшава, базування Гданськ) сили швидкого реагування
  - Спеціальний загін Командос[pl] (Люблінець)
  - Спеціальний загін «Nil»[pl] (Краків)
  - 7-ма ескадрилья спеціального призначення[pl] (Повідз) операційна підпорядкованість

## Озброєння

### Авіація
На озброєнні 7-ї ескадрильї знаходяться 8 гелікоптерів Мі-17 (4 з яких модернізовані до рівня Ми-17-1W) та 4  – S70i Black Hawk, що були придбані у 2019 році. 
29 вересня 2021 року Рада з технічної модернізації на своєму першому засіданні ухвалила рішення про закупівлю ще чотирьох багатоцільових гелікоптерів S70i Black Hawk.

### Стрілецьке озброєння
На озброєнні підрозділів польських ССО перебувають поширені в арміях НАТО зразки стрілецького озброєння, але здебільшого використовується американська зброя. Вибір американських зразків стрілецької зброї (при наявності деяких аналогів польського виробництва, наприклад автоматична гвинтівка MSB), викликане в першу чергу логікою взаємосумісності, оскільки польські частини ССО дуже часто беруть учать у спільних операціях з американськими колегами.

### Техніка
Для кращої взаємосумісності на озброєнні польських ССО перебувають американські бронемашини HMMWV та M-ATV.

## Участь у бойових діях
Польські сили спеціальних операцій мають великий бойовий досвід, напевно найбільший серед країн східної Європи (не рахуючи Україну). Ще до створення Командування спеціальних військ у 2007 році (на базі якого у 2015 році було створене Командування ССО), підрозділи спеціального призначення  польської армії та МВС брали участь у бойових операціях.  Наприклад,  GROM почав воювати майже з моменту свого створення: це операція в Гаїті (1994 рік); операції на території колишньої Югославії (90-і, 2000-і роки); операції в Іраку (90-і, 2000-і роки). У цих операціях брав участь і підрозділ Komandosów. Загін бойових плавців Formoza також брав участь у операції міжнародних сил у Перській затоці (2000—2003 рік).